# Paul Gmeiner

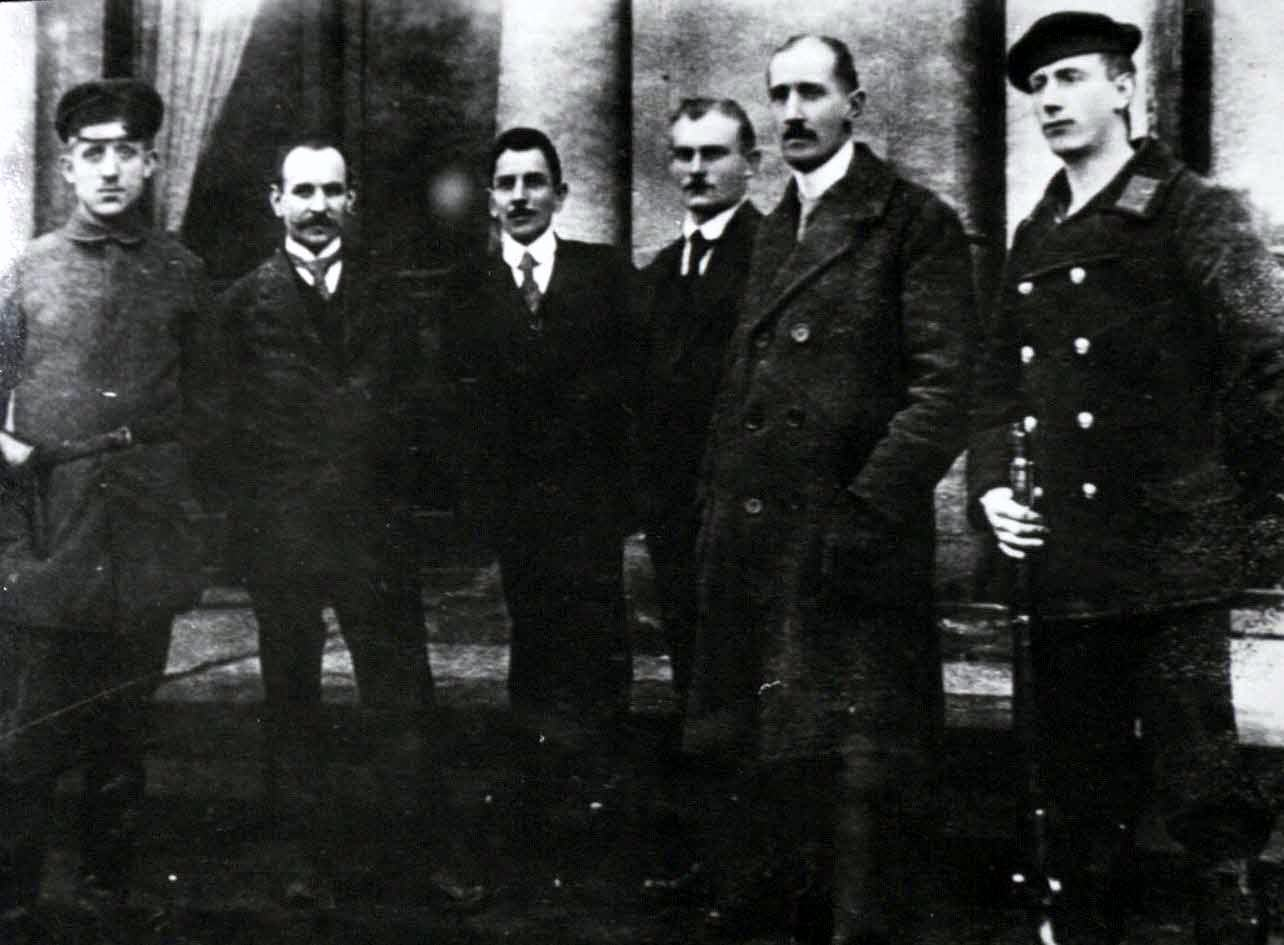
Novemberrevolution in Braunschweig, 8. November 1918: Die Delegation des Arbeiter- und Soldatenrates (v. l. n. r.: Friedrich Schubert, Henry Finke, August Merges, Paul Gmeiner, Hermann Schweiß und Hermann Meyer.)

Paul Gmeiner (* 28. August 1892 in Afferde; † 18. April 1944 im KZ-Außenlager Heinkel-Werke Oranienburg des KZ Sachsenhausen) war ein kommunistischer Politiker und Widerstandskämpfer gegen den Nationalsozialismus.

## Leben
Der gelernte Dreher ließ sich in Braunschweig nieder, wo er sich 1912 der SPD und 1917 der USPD anschloss und Gewerkschaftssekretär des Deutschen Metallarbeiter-Verbandes war. In Braunschweig gehörte Gmeiner zu der Minderheit von örtlichen Parteimitgliedern, welche den Zusammenschluss mit der KPD zur VKPD unterstützten. In den Folgejahren gehörte er zu den führenden KPD-Funktionären in Braunschweig. Nachdem er 1923 von der Bezirksleitung Niedersachsen mit dem Ankauf von Waffen beauftragt worden war, wurde er nach dem gescheiterten Hamburger Aufstand verhaftet und im September 1924 zu einer Haftstrafe von drei Jahren und neun Monaten verurteilt. Da er im Jahr 1924 in den Braunschweigischen Landtag 1924 neu gewählt wurde, kam es zu einer vorzeitigen Entlassung.
Bei den kommenden Landtagswahlen 1927 und 1930 stets wiedergewählt, stand Gmeiner von 1926 bis 1929 der Braunschweiger KPD vor und leitete zusätzlich auch den örtlichen Roten Frontkämpferbund.
Nach der Machtübernahme der NSDAP 1933 ging Gmeiner in die Illegalität und organisierte die Widerstandstätigkeit der KPD in Braunschweig. Nach seiner Verhaftung Ende 1933 wurde er schwer gefoltert und später im KZ Sachsenhausen gefangen gehalten, wo er sich als Blockältester der Baracke 53 bei seinen Mitgefangenen hohes Ansehen erwarb. Paul Gmeiner starb bei einem Bombenangriff auf ein Außenkommando des KZ am 18. April 1944.

## Ehrungen
Nach Paul Gmeiner ist die Gmeinerstraße in der Braunschweiger Schuntersiedlung benannt.